# Quality Hotel 11
Quality Hotel 11 är en hotell- och konferensanläggning i stadsdelen Eriksberg på Norra Älvstranden i Göteborg, som är en del av hotellkedjan Strawberry. Hotellet, som tidigare kallades Blå Hallen, stod klart 1993 bredvid Eriksbergshallen. Byggnaden användes tidigare inom skeppsvarvsverksamhet, av Eriksbergs Mekaniska Verkstad.
1993 vann hotellet Stenpriset av branschorganisationen Sveriges Stenindustriförbund. 1995 tilldelades hotellet tillsammans med Eriksbergshallen priset som årets bästa byggnad i Göteborg, ur Per och Alma Olssons fond.

## Galleri

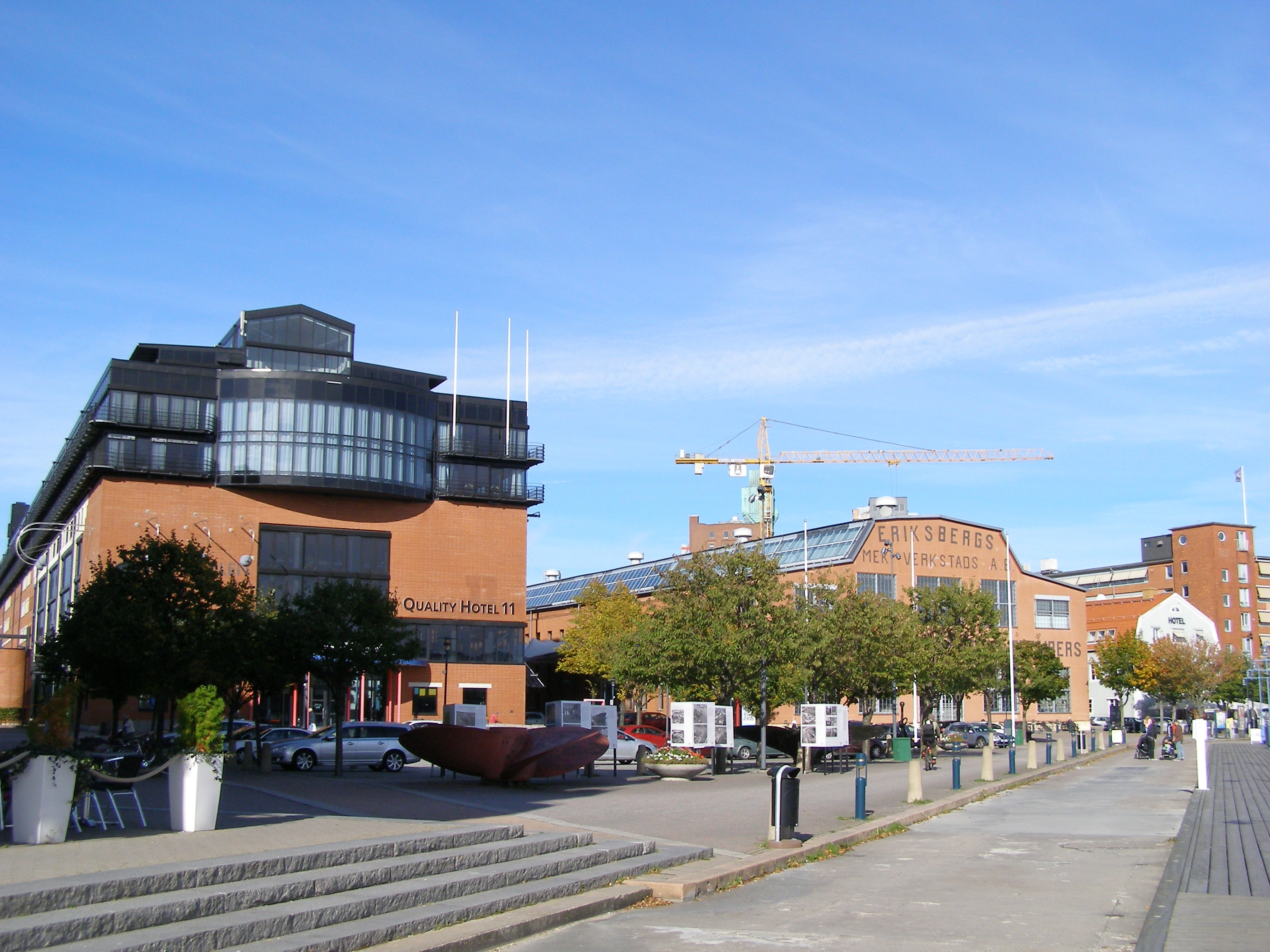
Hotellet till vänster med Eriksbergshallen på sin högra sida, 2014.
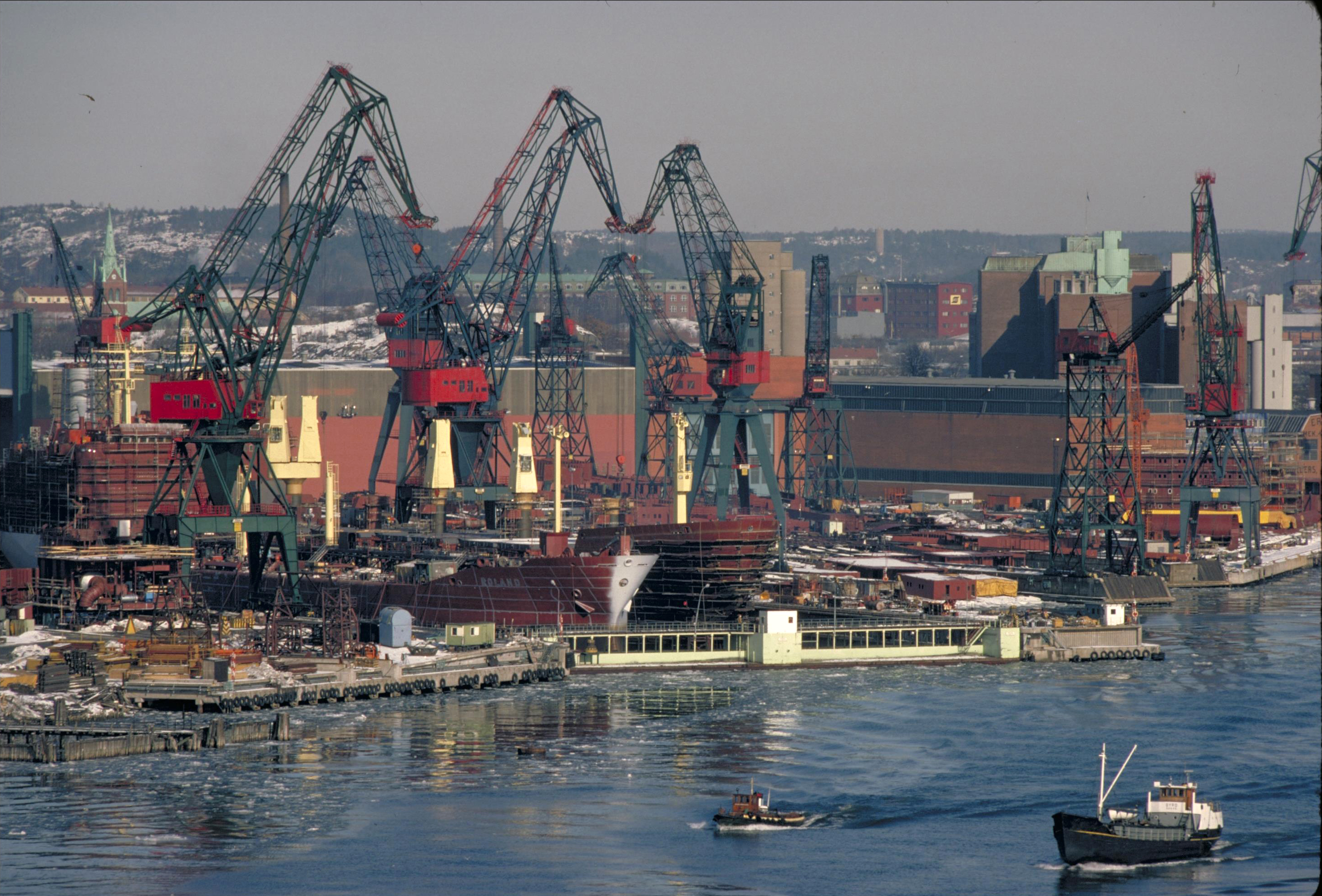
Fartygstillverkning vid Eriksbergs Mekaniska Verkstad, 1977. Dåvarande Blå Hallen syns i bakgrunden till höger.